# Johnson City, Texas
Johnson City är en stad i den amerikanska delstaten Texas med en yta av 3,5 km² och en folkmängd som uppgår till 1 191 invånare (2000). Johnson City är administrativ huvudort i Blanco County. Orten har namngivits efter grundaren James Polk Johnson som var Lyndon B. Johnsons fars kusin. Den första släktingen till Lyndon B. Johnson som bosatte sig i området var farfaderns bror Andrew Jackson Johnson i slutet av 1850-talet. President Johnson själv växte upp i staden dit han kom fem år gammal år 1913 och avslutade 1924 sin skolgång i Johnson City High School.
Johnson City ersatte 1890 Blanco som administrativ huvudort i countyt. Rättshuset av sten som ritades av arkitekten Henry T. Phelps stod färdigt år 1916. Till dess användes ännu det gamla rättshuset i Blanco från år 1885.